# Apogon albimaculosus
Apogon albimaculosus es una especie de pez de la familia de los apogónidos en el orden de los perciformes.

## Distribución geográfica
Se encuentran al noroeste de Australia y en Papúa Nueva Guinea.